# Patrik Landolt
Patrik Landolt (* 1956 in Flawil) ist ein Schweizer Musikjournalist und Musikproduzent. 1986 gründete er das unabhängige Plattenlabel Intakt Records, das er bis 2022 leitete.

## Leben und Wirken
Landolt organisierte als Schüler erste Jazzkonzerte im Gymnasium Immensee und Rheineck. In Zürich studierte er einige Semester Philosophie und gehörte 1980 zu den Gründungsmitgliedern der WOZ Die Wochenzeitung, in der er dann als Musikjournalist tätig war, zwischen 1981 und 2002 als Kulturredaktor.
1982 initiierte er mit Irène Schweizer und dem Journalisten Fredi Bosshard die Reihe Fabrikjazz, 1984 das Taktlos-Festival. 1986 gründete er das Plattenlabel Intakt Records, um die bei Taktlos produzierten Alben zu verlegen. Zunächst ehrenamtlich, dann als Leiter eines Teams war er 37 Jahre lang mit grossem Engagement für das Label aktiv, das 400 Tonträger produzierte, und prägte es auch durch das Herstellen und Erhalten von unterstützenden Netzwerken. Weiterhin war er 2002 Mitgründer des Zürcher Festivals unerhört.
Gemeinsam mit seinen WOZ-Kollegen Stephan Ramming, Anna Schindler und Georg Seeßlen erhielt er 2002 den Zürcher Journalistenpreis für eine Artikelserie zum geplanten Flick-Museum für Gegenwartskunst. Landolt wurde 2010 mit dem Prix Suisseculture für seine Kulturvermittlungsarbeit geehrt und 2014 mit dem Preis für allgemeine kulturelle Verdienste der Stadt Zürich ausgezeichnet. 2025 erhielt er den Ehrenpreis des Preises der deutschen Schallplattenkritik für sein Engagement als Musikproduzent. «Zahlreiche Künstlerinnen und Künstler von Zürich über Berlin bis New York profitierten von seiner Begeisterung für Musik ohne stilistische Eingrenzung, von der Freiheit des Ästhetischen, die Intakt als verlagsähnlich geführtes Label mit viel Engagement bis heute vorantreibt. Ohne Patrik Landolt wäre diese Institution der Jazz-Gegenwart nicht entstanden, gewachsen und erblüht», heisst es in der Begründung der Jury.

## Veröffentlichungen
- Jürg Fischer, Patrik Landolt (Hrsg.): Kamele auf dem Matterhorn und andere Ereignisse: ein Lesebuch. Rotpunktverlag, Zürich 1991, ISBN 978-3-85869-153-8.
- Patrik Landolt, Ruedi Wyss (Hrsg.): Die lachenden Aussenseiter. Musikerinnen und Musiker zwischen Jazz, Rock und Neuer Musik. Die 80er und 90er Jahre. Rotpunktverlag, Zürich 1993, ISBN 978-3-85869-156-9.
- Patrick Landolt, Urs Roellin (Hrsg.): Schaffhausener Jazzgespräche. Ed. 01. Chronos, Zürich 2005, ISBN 978-3-0340-0733-7.
- Patrick Landolt, Urs Roellin (Hrsg.): Schaffhausener Jazzgespräche. Ed. 02. Chronos, Zürich 2007, ISBN 978-3-03-400863-1.
- Patrik Landolt: Unterwegs im Freien. Zürich, New York, London, Berlin. 37 Jahre Musikproduktion von Intakt Records. Versus, Zürich 2022, ISBN 978-3-909066-28-5.